# نویسار

نمونه‌ای از نویسار

نویسار زبان دانش نشان‌ها است، یا در تعریفی دقیق‌تر نویسار زبان نشان‌شناسانه است. واژه "blazon" به چند معنای مختلف به کار رفته است، اما در عمل می‌تواند محدود به فعل "to blazon" باشد که شرح نشانی معین با استفاده از کلمات است، و اسم "blazon" عبارت از چنین شرحی است. به بیان ساده، هنرمند باتجربه در کار نشان‌ها با استفاده از نویسارِ یک نشان مشخص قادر خواهد بود بدون آنکه این نشان را از قبل دیده باشد به ترسیم آن اقدام کند. دستور زبانِ نویسار برای بازگوکننده آن این امکان را فراهم می‌آورد تا شرحی معین و مفصل از طرح‌های نشان‌شناسانه خاص ارائه دهد.

## پی‌نوشت‌ها
1. ↑  کلانی، رضا. مقدمه‌ای بر تاریخ و مبانی نشان‌شناسی، ص134